# Altburg (Burg)

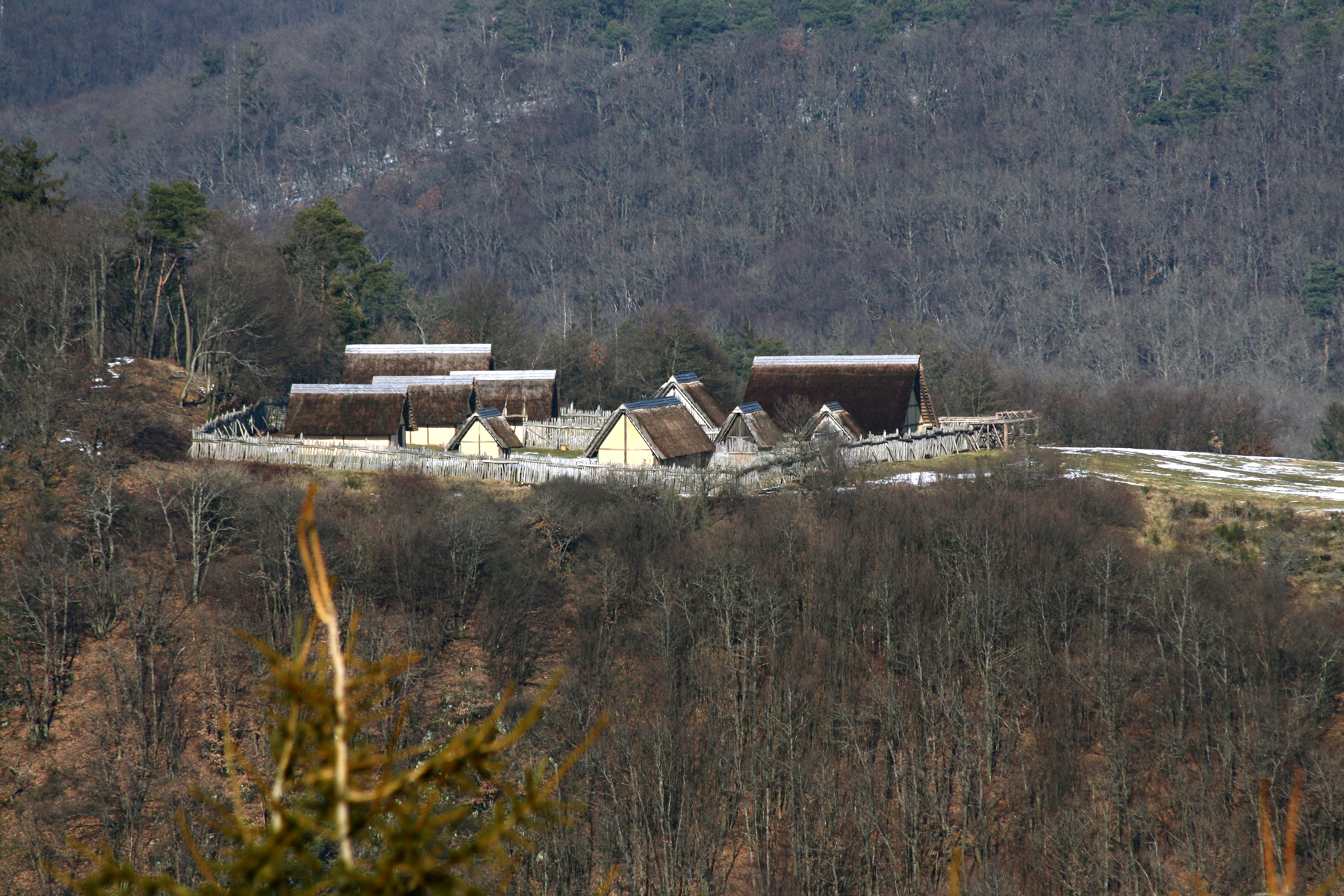
Gesamtansicht der rekonstruierten Anlage.

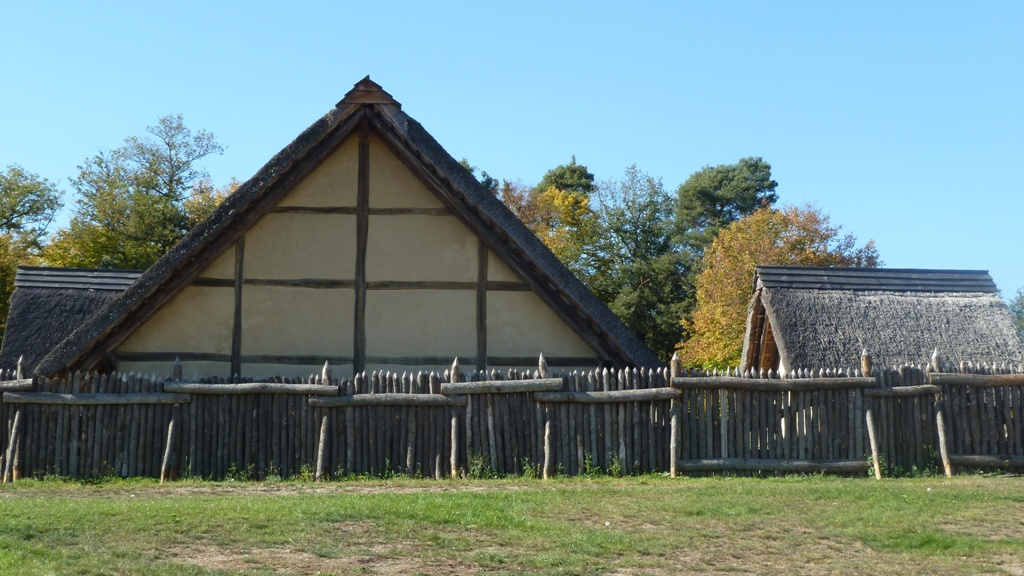
Rekonstruktion der Burganlage Altburg

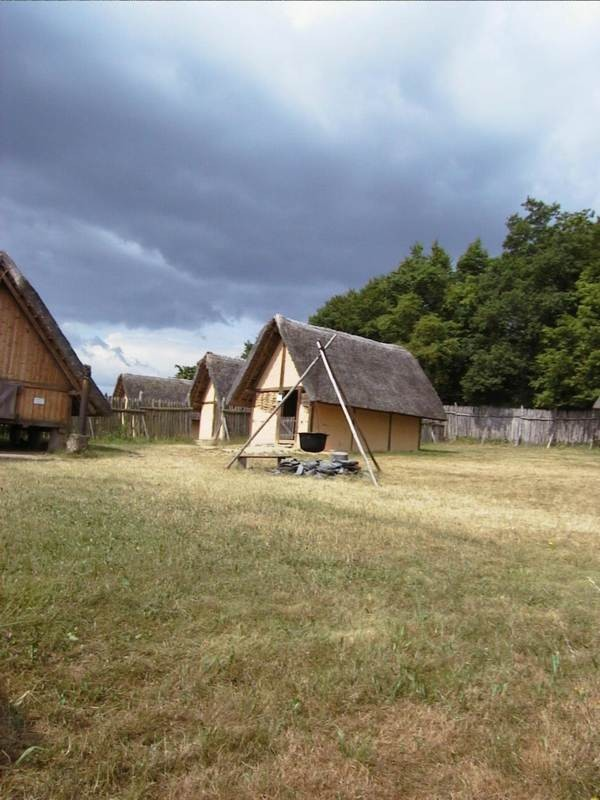
Rekonstruktion der Burganlage Altburg

Die Altburg ist eine keltische Burganlage bei Bundenbach im Hunsrück.
Sie liegt auf einem etwa einen Hektar großen Plateau hoch über dem Hahnenbachtal. Die Kleinburg wurde von Bewohnern des keltischen Volks der Treverer im 2. und 1. Jahrhundert v. Chr. genutzt. Auf einem gegenüberliegenden Hügel befindet sich die Ruine der Schmidtburg. In unmittelbarer Nähe befindet sich die aufgelassene Schiefer Grube Herrenberg, die heute als Schaubergwerk genutzt wird. 

## Freilichtmuseum
Das Rheinische Landesmuseum Trier führte von 1971 bis 1974 die Ausgrabungen durch. Dabei wurde die Altburg im Bauzustand des 1. Jahrhunderts v. Chr. wieder teilerrichtet und zu einem frühgeschichtlichen Freilichtmuseum ausgebaut. Man konnte die Ausmaße der Siedlung und die Innenbebauung deswegen so gut rekonstruieren, weil Gräben und die Löcher der über 3000 Pfosten im weichen Schieferfels auch nach 2000 Jahren sichtbar geblieben waren. 1988 wurde das Freilichtmuseum eingeweiht und zur Besichtigung freigegeben.

## Folk- und Kelten-Festival
Einmal im Jahr am 3. Wochenende im August findet das Altburg-Festival statt, das größte Irish-Folk-Festival in Rheinland-Pfalz mit internationalen Folk-Bands und einem keltischen Markt. Sonntags ist immer Familientag mit großem Kinderprogramm.